# Poroka
Poroka ali sklenitev zakonske zveze je zakonsko dejanje in svečan obred, ko dva človeka – partnerja – postaneta zakonca. V primeru raznospolne poroke ženska in moški postaneta žena in mož. Ponekod, vključno s Slovenijo, so priznane tudi istospolne poroke.
Pravno zadošča civilna poroka, lahko pa je sklenjena tudi cerkvena poroka. Vsak zakonec ima ob poroki tudi svojo pričo. Poroko skleneta državni pooblaščenec in matičar ali pa tudi župan, cerkveno pa duhovnik. Poroke spremljajo številni običaji, kot so šranga, posipanje z rižem idr. Poroki običajno sledi še praznovanje – svatba.
Poroka v številnih kulturah povzdiguje in zahteva devištvo (belina, nedolžnost, čistost). Spada med obrede sakralizacije življenja.